# Fahrwerkvermessung
Die Fahrwerkvermessung oder auch Achsvermessung ist ein technisches Verfahren, das in der Kfz-Werkstatt angewendet wird, um die Fahrwerks- und Lenkgeometrie eines Kraftfahrzeugs zu überprüfen.

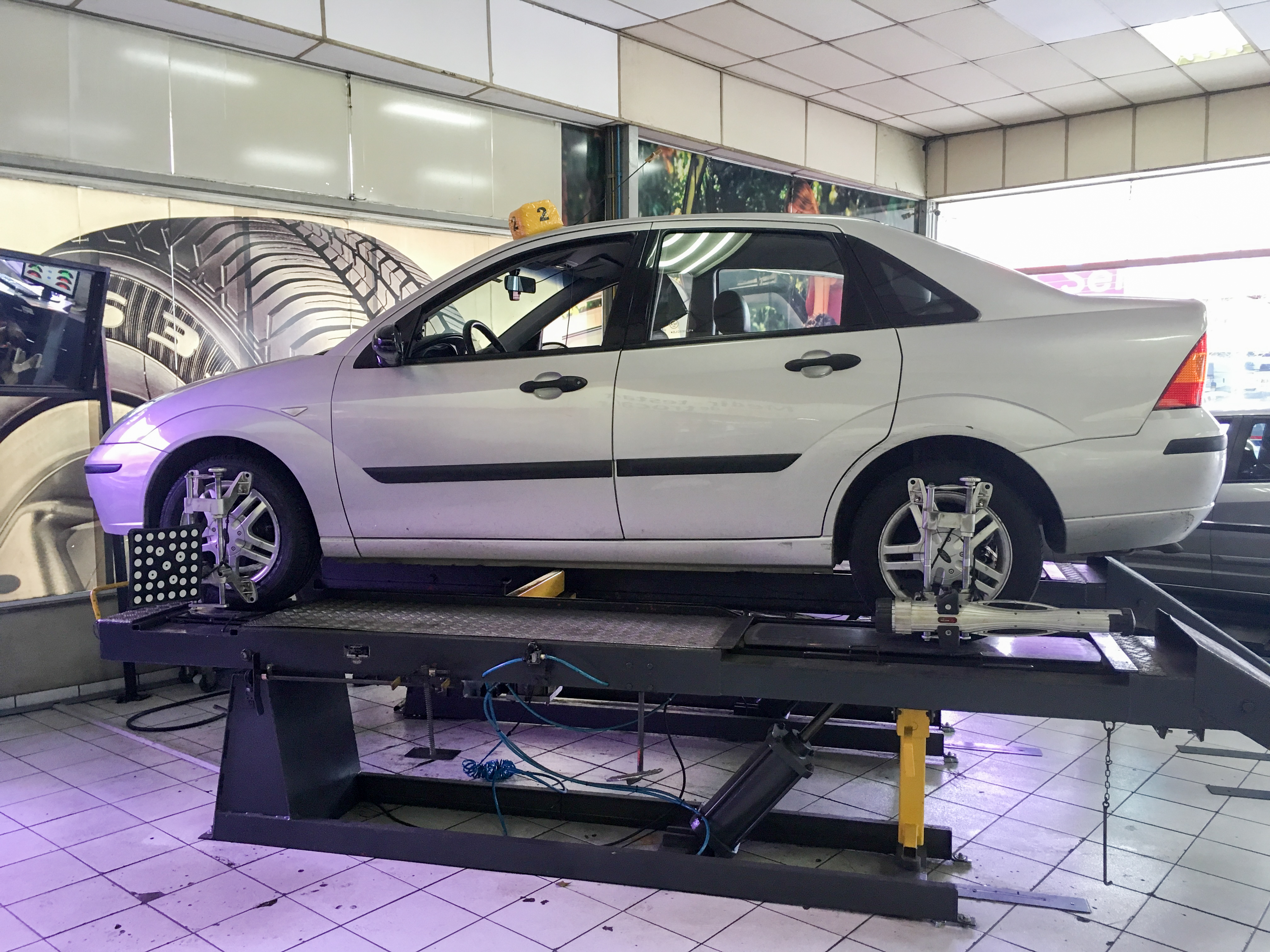
Optische Achsvermessung bei einem Ford Focus.

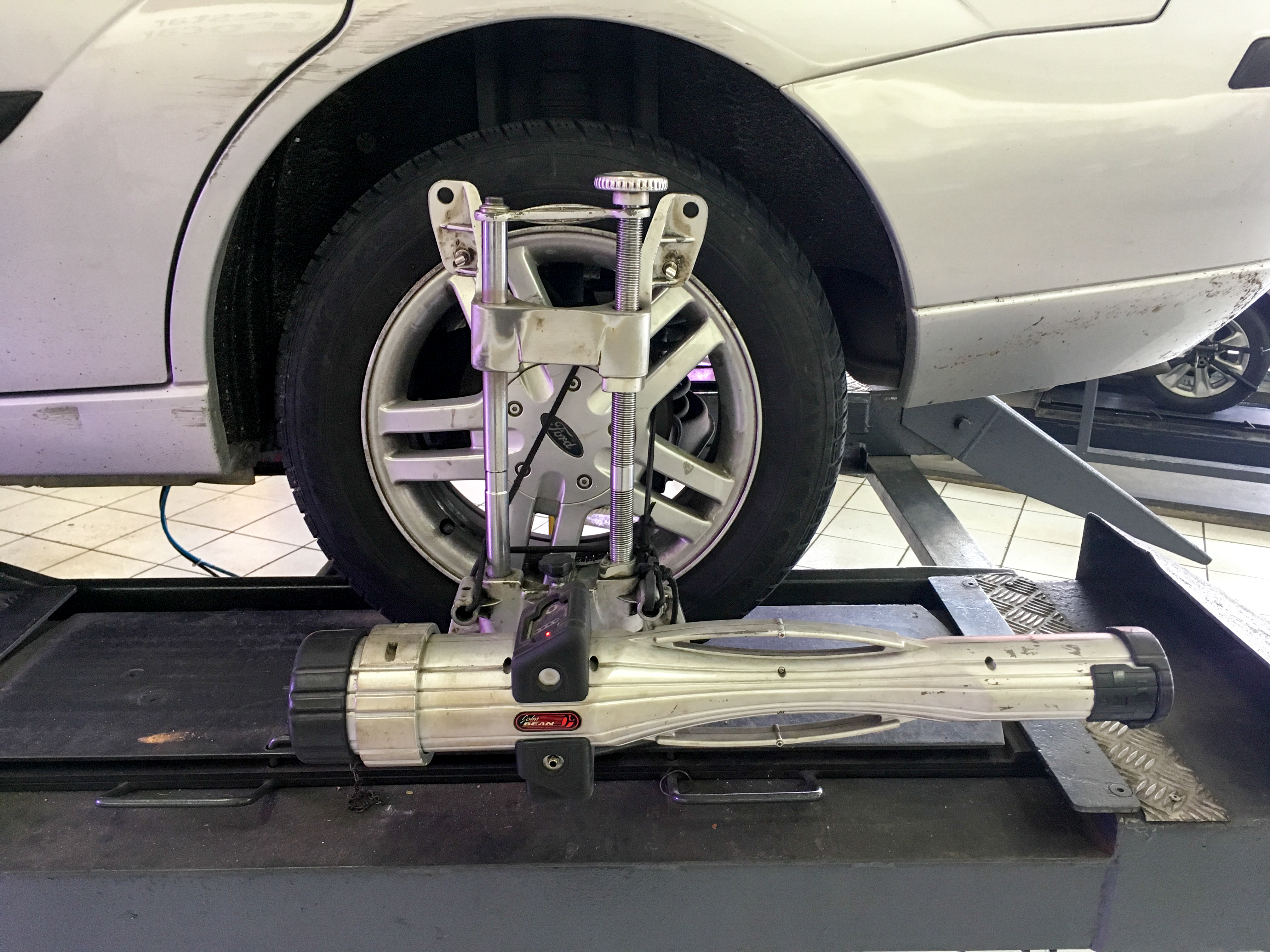
Radklemme am Hinterrad bei einer Achsvermessung.

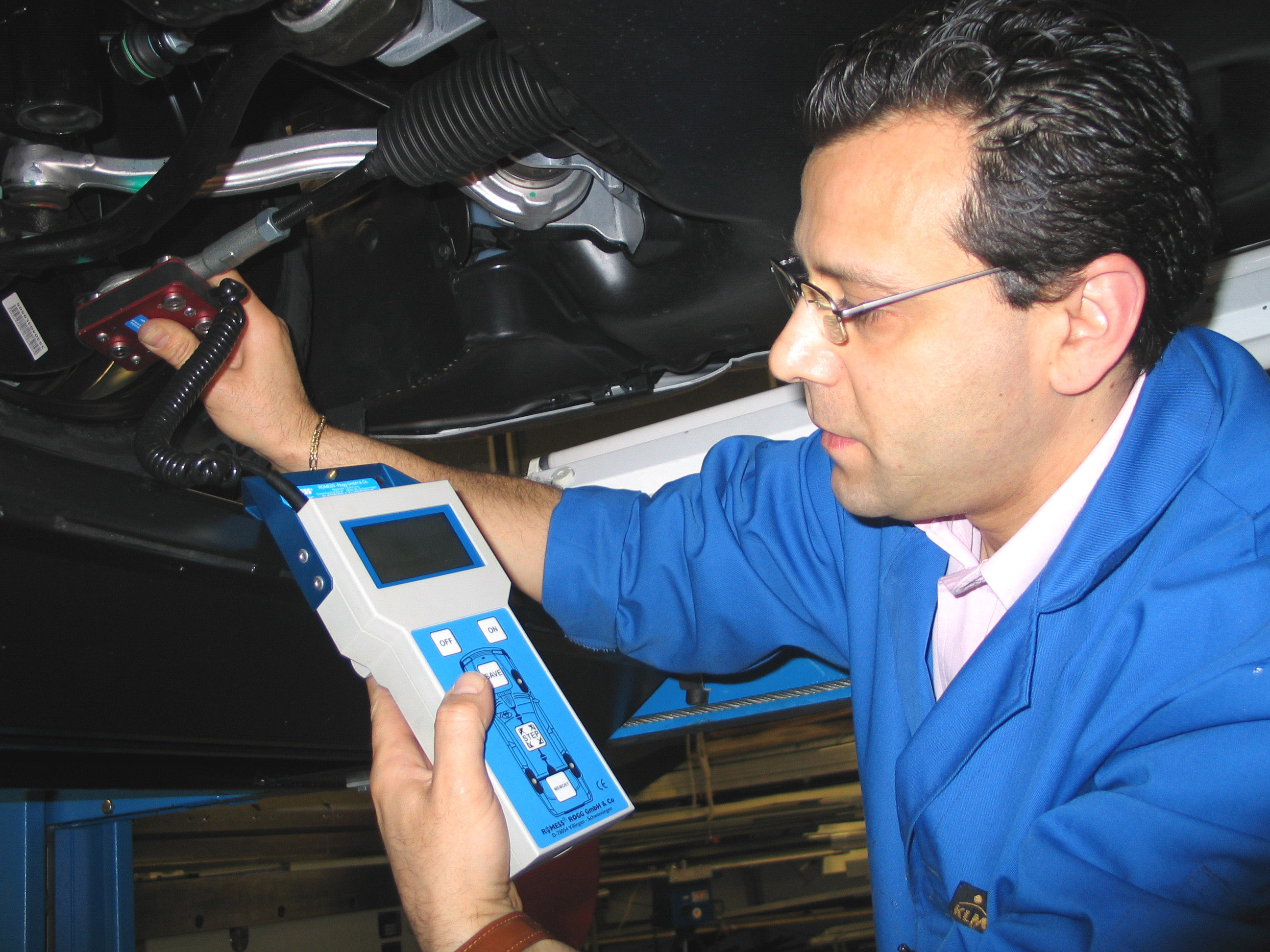
Ein Mechaniker bei der Fahrwerkvermessung.

## Parameter
Zentrales Element der Achsvermessung ist die Überprüfung und Einstellung der Vorspur der Räder. Dabei wird sowohl die Gesamtspur als auch die Einzelspur der Räder bei Nullstellung der Lenkung gemessen und justiert. Weiterhin wird der Radsturz überprüft und bei Bedarf der Achsversatz. Zudem ist der Rundlauf der Felgen beziehungsweise deren Auswuchtung von Bedeutung. An gelenkten Achsen können weitere Messparameter der Spurdifferenzwinkel, der Spreizwinkel, der Nachlauf, der Lenkrollradius und der Radversatz bezogen auf das linke Vorderrad sein. Speziell an der nicht gelenkten Achse wird noch der Fahrachswinkel überprüft. Eine wichtige Größe für die Fahrwerksvermessung ist auch der Radstand, der im Zweifel überprüft werden kann.
Welche Parameter an welchen Achsen nicht nur mess- sondern auch einstellbar sind, hängt vom Fahrzeugtyp ab. Beispielsweise betragen Gesamtspur und Sturz bei Starrachsen generell 0°, andernfalls ist die Achse verbogen. Einige Messgrößen wie der Spreizwinkel dienen generell nur als Kontrollmaß, da sie konstruktiv vorgegeben sind und sich nur durch Deformation von Fahrwerksteilen verändern können.

## Bedeutung der Fahrwerksgeometrie
Die Radstellungsgeometrie eines Fahrzeugs beeinflusst insbesondere die Fahrstabilität und Fahrsicherheit, etwa die Geradeauslaufeigenschaften, die Kurvenstabilität und das Eigenlenkverhalten allgemein. Auch der Reifenverschleiß hängt stark von der Fahrwerksgeometrie ab.
Grundsätzlich ist eine geeignete Fahrwerksgeometrie bei der Konstruktion des Fahrzeugs ein wichtiges Entwicklungskriterium, wobei in Abwägung unterschiedlicher Ansprüche an das Fahrverhalten gewisse Kompromisse gemacht werden müssen. Beispielsweise verbessert eine positive Vorspur zwar den Geradeauslauf, gleichzeitig erhöht sich dadurch aber der Reifenverschleiß. Auch beim Spurwinkeldifferenz werden abweichend vom Ackermann-Prinzip Kompromisse zugunsten eines geringeren Wendekreises oder der Lenkungsrückstellung gemacht. Die Fahrwerksgeometrie wirkt sich also auf eine Vielzahl von Fahreigenschaften aus und muss der Beschaffenheit und dem Einsatzzweck des Fahrzeugs entsprechend ausgelegt werden.

## Ursachen einer fehlerhaften Fahrwerksgeometrie
Eine fehlerhafte Fahrwerksgeometrie liegt vor, wenn die Toleranzbereiche der herstellerseitigen Einstellmaße überschritten werden. Schon an Neufahrzeugen mit geringer Laufleistung kann eine grenzwertige oder fehlerhafte Geometrie vorliegen. Ursache kann sein, dass Achsgelenke, Gummibuchsen und Federn erst nach einer gewissen Laufleistung ihre Arbeitsposition einnehmen, wobei sich die Geometrie verändern kann.
Im normalen Fahrbetrieb kann sich die Fahrwerksgeometrie durch auftretenden Verschleiß oder auch durch die Fahrweise des Fahrers verändern.
Harte Fahrbahnstöße oder Unfallschäden können die Fahrwerksgeometrie beeinträchten. Schon relativ geringfügige Krafteinwirkungen können, wenn sie ungünstig einwirken, geometrische Probleme verursachen. Berührt beispielsweise ein Pkw mit korrekt eingestelltem Fahrwerk in einem Linksbogen mit dem kurvenäußeren Vorderrad den Bordstein, kann sich in Folge der Lenkwinkel des rechten Vorderrads verstellen oder sogar beim Geradeausfahren das Lenkrad schräg nach rechts stehen. Sofern dabei keine plastischen Verformungen entstanden sind, kann die Fachwerkstatt das Fahrwerk vermessen und neu einstellen. Anderenfalls müssen zunächst beschädigte Komponenten ersetzt werden.
Bei starkem oder ungleichmäßigen Reifenverschleiß fällt der Verdacht oft auf eine fehlerhafte Fahrwerksgeometrie. Herausfordernd ist dabei, dass die Geometrie bedingt durch den starken Reifenverschleiß ohnehin abweichend ist, sodass Ursache und Wirkung mitunter schwer voneinander zu unterscheiden sind. Die Reifenprobleme können auch andere Ursachen haben, beispielsweise ein nicht korrekter Reifendruck, nicht im Fahrzeugschein eingetragene Bereifung, schlechte Reifenqualität, Reifenunwucht, defekte Stoßdämpfer und anderes mehr. Besonders häufig tritt dieses Phänomen im Nutzfahrzeugbereich auf, insbesondere nach einem Aufschaukeln nach nicht ausreichender Ladungssicherung. Immerhin kommen von dort 70 Prozent der Beanstandungen ungleicher Reifenprofilabnutzung.

## Messverfahren
Mechanische Messverfahren waren in der Vergangenheit weit verbreitet, ihre Messgenauigkeit von +/- 15 Winkelminuten galt aber schon in den 1980er Jahren als nicht mehr geeignet für die Ansprüche damaliger Pkw-Fahrwerke. Oft wurde subjektiv gemessen, und Erfahrungswerte spielten eine große Rolle, wo es an Sollwertangaben seitens der Hersteller fehlte. 
Noch heute sind Lichtstrahlmessgeräte verbreitet. Hierbei werden Projektoren an den Rädern angeordnet, deren Lichtstrahl auf einer Projektionsfläche einen ablesbaren Messwert liefert. Das Verfahren war früher weit verbreitet, aber auch zeitaufwändig und anfällig für Fehler bei Anwendung und Instandhaltung der Messgeräte. Heute werden dafür verbesserte Messgeräte mit Laserstrahlen genutzt.
Weiterhin sind inzwischen elektronische Messverfahren verbreitet. Sie sind technisch aufwändiger beziehungsweise teurer, haben jedoch den Vorteil einer digitalen Erfassung und Dokumentation der Messwerte. CCD-Achsmessgeräte basieren auf Kameratechnik, wobei die Messelektronik direkt am Fahrzeug angebracht wird. Bei 3D-Achsmessgeräten hingegen wird keine Elektronik am Fahrzeug montiert, allerdings sind speziell eingerichtete Arbeitsbühnen erforderlich.

### Wichtige Vorkehrungen für die Messung
Die Achsvermessung erfordert abhängig vom Messverfahren oft einen geometrisch exakten Messplatz mit nur minimaler Neigung. Daher können zertifizierte Scheinwerfereinstellplätze genutzt werden. Allerdings ist die Fahrwerksvermessung auf ebenem Boden nicht immer möglich, sodass entsprechend speziell geeignete Auffahrrampen, 4-Säulen-Hebebühnen oder Scherenbühnen erforderlich sein können.
Vor der Messung sind einige Voraussetzungen am Fahrzeug zu prüfen: Verschleiß und Arbeitsspiel von Kugelgelenken, Spurstangengelenken und Lenkgetriebe sollten den Herstellervorgaben entsprechen, ebenso der zulässige Felgenschlag, Reifenluftdruck und die Reifenprofiltiefe. Ein kräftiges Durchwippen des Fahrzeugs sowie ein Einschlagen der Lenkung ganz nach links und rechts vermeidet Messfehler durch Eigenreibung in Gelenken und Lagerstellen. Um Messfehler zu vermeiden, die durch zu großes Spiel in den Lenkungsübertragungsteilen entstehen, können die Räder mit Druckstangen oder Spannvorrichtungen gedrückt werden. Dadurch werden bei der Spurmessung die Kräfteverhältnisse bei Fahrt simuliert. Erhebliche Unterschiede in den Spurwerten bei Messung mit gedrückten und ungedrückten Rädern deuten auf zu großes Spiel in der Lenkungsübertragung hin.
Benötigt werden zudem Feststell-Vorrichtungen für die Bremse und das Lenkrad in Nullstellung. Als Lenkradwaage dienten klassischerweise Wasserwaagen, doch die neusten Modelle funktionieren ebenfalls elektronisch. Sie sind mit einer elektronischen Drehmomentaufnahme ausgestattet.
Je nach Fahrzeugtyp kann die Radstellung abhängig vom Belastungszustand unterschiedlich sein. Hierzu ist gegebenenfalls der herstellerseitig vorgegebene Belastungszustand für die Achsvermessung zu beachten. Es gibt Spannvorrichtungen der Räder, um eine definierte Einfederung bei der Spurmessung zu erreichen.

## Belege
1. 1 2 3 4 5 6 7  Achsvermessung. In: Kraftfahrzeugtechnik 8/1981, S. 255–256 und 10/1981, S. 317–321.
2. ↑  Thomas Vauderwange: Fahrwerkvermessung, Vogel-Buchverlag, Würzburg, 2011, ISBN 978-3834331991.
3. 1 2  Einfluß der Qualität der Meßgeräte auf die optische Achsvermessung. In: Kraftfahrzeugtechnik 10/1981, S. 321–323.
4. ↑  Antonia Wagner: Laser, CCD oder 3D: Vor- & Nachteile der Achsmessgeräte. WMS Wagner GmbH, 7. Juni 2024, abgerufen am 2. August 2025.